# Miss Universo Portugal
Miss Universo Portugal es un concurso de belleza nacional en Portugal. Se encarga de seleccionar a la representante del país para el concurso Miss Universo.

## Ganadoras
: Declarada como ganadora
     : Terminó como finalista
     : Terminó como una de las semifinalistas o cuartofinalistas
     : Terminó como ganadora de premios especiales
| Año                           | Distrito    | Miss Universo Portugal             | Posición en Miss Universo | Premios especiales | Notas |
| ----------------------------- | ----------- | ---------------------------------- | ------------------------- | ------------------ | --- |
| 2025                          | Setúbal     | Camila Vitorino                    | Por competir              | Por competir       | |
| 2024                          | Sintra      | Andreia Correia                    | No clasificó              |                    | |
| 2023                          | Setúbal     | Marina Machete                     | Top 20                    |                    | |
| 2022                          | Oporto      | Telma Madeira                      | Top 16                    |                    | Dirección de Ricardo Monteverde. |
| 2021                          | Lisboa      | Oricia Domínguez                   | No clasificó              |                    | Oricia fue 2.ª finalista en Miss Venezuela 2018, representando a Táchira. |
| 2020                          | Oporto      | Cristiana Silva                    | No clasificó              |                    | Designada: debido al impacto de la pandemia de COVID-19, no hubo concurso en 2020. |
| 2019                          | Braga       | Sylvie Silva                       | Top 20                    |                    | |
| 2018                          | Setúbal     | Filipa Barroso                     | No clasificó              |                    | |
| 2017                          | Setúbal     | Matilde Ramos Lima                 | No clasificó              |                    | |
| 2016                          | Madeira     | Flávia Joana Gouveia Brito         | No clasificó              |                    | Dirección de Edward Wilson. |
| 2015                          | Azores      | Maria Emilia Rosa Rodrigues Araújo | No clasificó              |                    | |
| 2014                          | Aveiro      | Patrícia Carvalho Da Silva         | No clasificó              |                    | Miss Universo Portugal - dirección de Isidro de Brito. |
| No compitió entre 2012 y 2013 |             |                                    |                           |                    | |
| 2011                          | Lisboa      | Laura Gonçalves                    | Top 10                    | - Internet Vote    | Miss Universo Portugal - dirección GAETA, Promoções e Eventos, Lda. and NIU. |
| No compitió entre 2003 y 2010 |             |                                    |                           |                    | |
| 2002                          | Ovar        | Iva Lamarão                        | No clasificó              |                    | |
| 2001                          | Setúbal     | Claúdia Jesus Lopez Borges         | No clasificó              |                    | Thelma Santos se retiró del Miss Universo 2001 por motivos personales; Claudia Borges (finalista de Miss Portugal 2000) reemplazó su puesto, Claudia había compartido en Miss Mundo 2001. |
| 2001                          | Lisboa      | Thelma Santos                      | No compitió               | No compitió        | No compitió |
| 2000                          | Madeira     | Licinia Macedo                     | No clasificó              |                    | |
| 1999                          | Santarém    | Marisa Ferreira                    | No clasificó              | - Miss Simpatía    | |
| 1998                          | Oporto      | Icília Berenguel                   | No clasificó              |                    | |
| 1997                          | Lisboa      | Lara Antunes                       | No clasificó              |                    | |
| 1996                          | Braganza    | Rita Carvalho                      | No clasificó              |                    | |
| 1995                          | Faro        | Adrianna Iria                      | No clasificó              |                    | |
| 1994                          | Lisboa      | Mónica Sofia Borges                | No clasificó              |                    | |
| 1993                          | Angola      | Carla Marisa da Cruz               | No clasificó              |                    | |
| 1992                          | Lisboa      | Maria Fernanda Silva               | No clasificó              |                    | |
| 1991                          | Setúbal     | Carla Caldeira                     | No compitió               | No compitió        | No compitió |
| 1990                          | Setúbal     | Maria Angélica Rosado              | No clasificó              |                    | |
| 1989                          | Lisboa      | Ana Francisca Gonçalves            | No clasificó              |                    | |
| 1988                          | Lisboa      | Isabel Rodrigues Martins           | No clasificó              |                    | |
| 1987                          | Lisboa      | Noélia Cristina Chaves             | No clasificó              |                    | |
| 1986                          | Lisboa      | Mariana Dias Carriço               | No clasificó              |                    | |
| 1985                          | Lisboa      | Alexandra Paula Gomes              | No clasificó              |                    | |
| 1984                          | Lisboa      | Maria Fátima Rodrigues             | No clasificó              |                    | |
| 1983                          | Lisboa      | Anabela Elisa Vissenjou            | No clasificó              |                    | |
| 1982                          | Lisboa      | Ana Maria Valdiz Wilson            | No clasificó              |                    | |
| 1981                          | Lisboa      | Paula Machado de Moura             | No clasificó              |                    | |
| 1980                          | No compitió | No compitió                        | No compitió               | No compitió        | No compitió |
| 1979                          | Lisboa      | Marta Mendonça Gouvêia             | No clasificó              |                    | |
| No compitió entre 1975 y 1978 |             |                                    |                           |                    | |
| 1974                          | Lisboa      | Ana Paula da Silva Freitas         | No clasificó              |                    | |
| 1973                          | Lisboa      | Carla de Barros                    | No clasificó              |                    | |
| 1972                          | Mozambique  | Iris Maria dos Santos              | No clasificó              |                    | |
| 1971                          | Angola      | Maria Celmira Pereira              | No clasificó              |                    | |
| 1970                          | Lisboa      | Ana Maria Diozo Lucas              | No clasificó              |                    | |
| No compitió entre 1966 y 1969 |             |                                    |                           |                    | |
| 1965                          | Lisboa      | Maria do Carmo Sancho              | No clasificó              |                    | |
| No compitió entre 1963 y 1964 |             |                                    |                           |                    | |
| 1962                          | Lisboa      | Maria Santos Trindade              | No clasificó              |                    | |
| 1961                          | Lisboa      | Maria Josabete Silva Santos        | No compitió               | No compitió        | Allocated to Miss International 1960. |
| 1960                          | Lisboa      | María Teresa Motoa Cardoso         | No clasificó              |                    | Dirección de RTP - Radio y Televisión de Portugal. |